# Пушкарам
Пушкарам — праздник в Индии, который ежегодно проводится в честь одной из 12 главных рек. Празднование в честь той или иной реки определяется по зодиакальному знаку Юпитера. Таблица правильно показывает связь между реками и знаками.
Пушкарам в честь каждой реки проводится раз в 12 лет и длится так долго, сколько Юпитер находится в соответствующем знаке зодиака (как правило, на один год). Первые 12 дней Пушкарама известны как Ади-Пушкарам, а последние 12 дней называются Антхья-Пушкарам. Существует поверье, что через 24 дня, «Пушкар», который наделён силой, способной создать любую священную реку, будет путешествовать с Юпитером, как Юпитер движется от одного зодиакального дома к другому. В Тамилнаду Пушкарам отмечается на реке Тамрапарни, когда Юпитер находится в Скорпионе. В четырёх местах, где протекает река с юга на север: Банатхиртхам, Папанасам, Тхирупудай-Марутхур и Синтху-Пундурай, праздник проводится в соответствии с традицией. Храм Тамрапарни в Сутхамалли является местом религиозного празднества во время Пушкарама.